# Malik Jabir
Malik Jabir (Tamale, 8 dicembre 1944) è un allenatore di calcio ed ex calciatore ghanese.

## Carriera
Partecipò ai Giochi Olimpici del 1968 ed a quelli del 1972.